# Canet d’En Berenguer
Canet d’En Berenguer település Spanyolországban, Valencia tartományban. Canet d’En Berenguer Sagunt községgel határos. Lakosainak száma 7771 fő (2024).

## Népesség
A település népessége az utóbbi években az alábbiak szerint változott:
| Lakosok száma | 2673 | 3669 | 5060 | 5569 | 6014 | 6296 | 6473 | 6697 | 6942 | 7771 |
|               | 2001 | 2004 | 2007 | 2009 | 2012 | 2014 | 2017 | 2019 | 2022 | 2024 |